# Осорнільйо
Осорнільйо (ісп. Osornillo) — муніципалітет в Іспанії, у складі автономної спільноти Кастилія-і-Леон, у провінції Паленсія. Населення — 77 осіб (2010).
Муніципалітет розташований на відстані близько 220 км на північ від Мадрида, 45 км на північний схід від Паленсії.

## Демографія
Динаміка населення (INE ):